# Jolanda Veršič Žabjek
Jolanda Veršič-Žabjek, slovenski politik, * ?.
Med 1. junijem 1997 in 4. februarjem 1999 je bila državna sekretarka Republike Slovenije na Ministrstvu za gospodarske dejavnosti Republike Slovenije.